# Catastrophe de Texas City
La catastrophe de Texas City eut lieu le 16 avril 1947, à la suite de l'explosion d'environ 2 080 tonnes de nitrate d'ammonium chargées à bord du navire SS Grandcamp, battant pavillon français, dans le port de Texas City. L'explosion, entendue dans un rayon de 240 km, provoqua un incendie dans une usine de Monsanto fabriquant du styrène. Elle fit au moins 581 morts et plus de 3 000 blessés.

## L'accident
Le cargo français Grandcamp, commandé par Charles de Guillebon, d'une longueur de 128,82 m, en cours de chargement, contenait 2 080 tonnes de nitrate d'ammonium en sacs (32,5 % d'azote, 4 % de charges minérales, 1 % de bitume) quand un incendie fut détecté à 8 h 0 alors qu’un complément d’engrais devait être chargé. 
Pour étouffer l'incendie, le commandant fit fermer les panneaux de cale et envoyer de la vapeur sous pression, le seul moyen de lutte contre l'incendie à bord.
Malheureusement, cette cargaison n'a pas besoin d'oxygène pour continuer à brûler une fois que la combustion a été initiée. Au contraire, la chaleur de la vapeur accéléra la réaction. 
À 8 h 30, l’équipage fut évacué sur le quai, les pompiers de la ville  et un remorqueur furent appelés ; mais ce remorqueur n’eut pas le temps d’arriver car, malgré les efforts des pompiers et de l’équipage, à 9 h 12, le Grandcamp explosa avec un énorme panache de fumée et en créant un véritable tsunami qui ajouta d’autres morts à ceux de l’explosion.

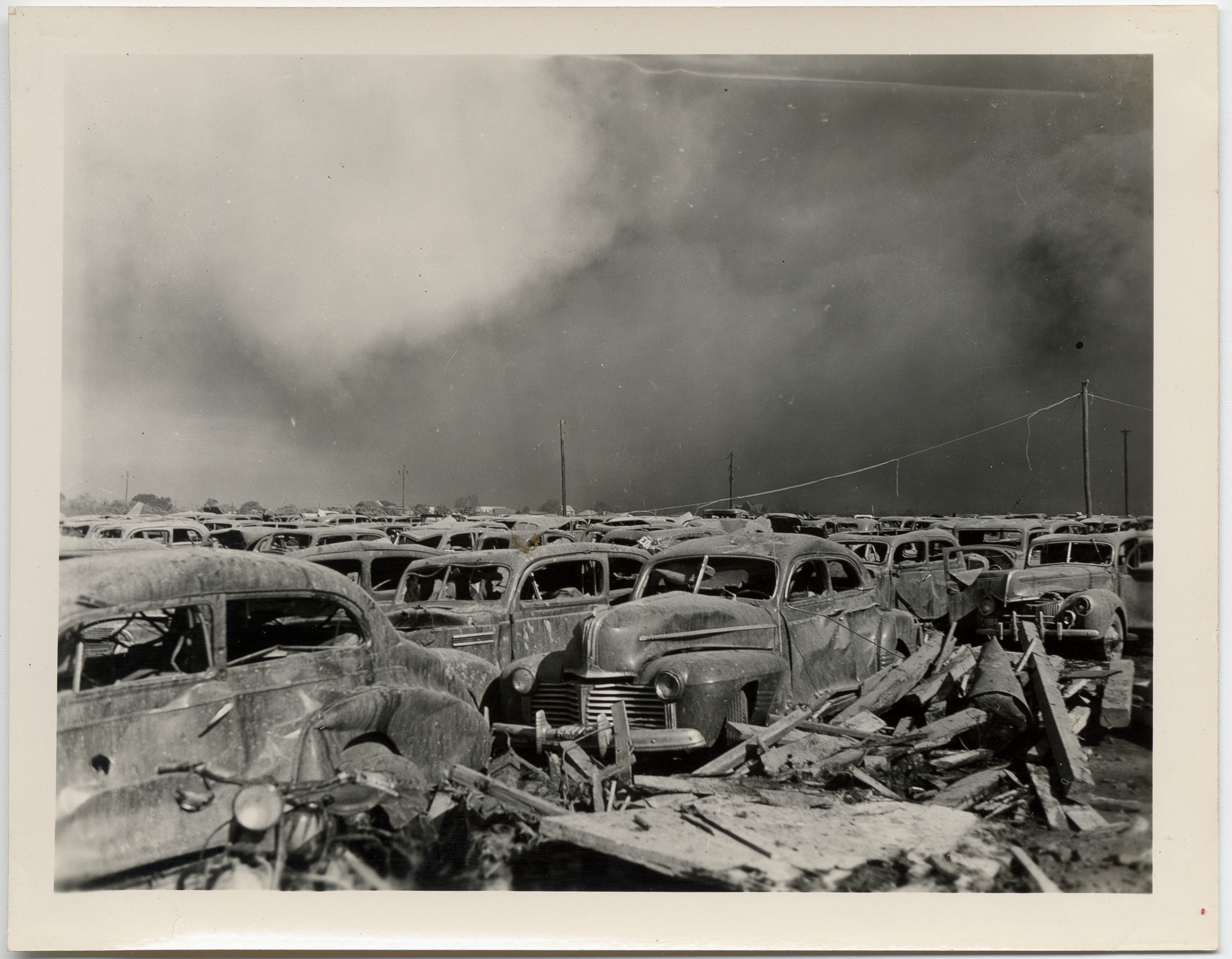
Un parking à 500 mètres de l'explosion.

Celle-ci provoqua la mort de plusieurs centaines de personnes et l'incendie du cargo américain High Flyer, amarré à 250 m, qui contenait 1 050 tonnes de soufre et 960 tonnes de nitrate d'ammonium. Parmi les 41 membres d'équipage du Grandcamp, seuls six eurent la vie sauve car ils ne se trouvaient pas à proximité du navire au moment de l'explosion. Le navire fut complètement désintégré par celle-ci. Une de ses ancres fut retrouvée à trois kilomètres de distance, enfouie dans un jardin. Le port et les navires se trouvant à quai furent ravagés.
Le High Flyer explosa à son tour le lendemain 17 avril, après avoir brûlé pendant près de seize heures. Un stock de 500 tonnes du même nitrate d'ammonium qui se trouvait sur le quai, prit feu également, mais brûla sans exploser. Les experts expliquent cette différence de comportement par le confinement plus important dans la cale des bateaux.
Il s’agit d’une des plus grandes catastrophes maritimes connues à ce jour, similaire mais cependant moindre que l'explosion de Halifax de 1917.

## Causes
Il semble qu’un feu ait pu se déclencher spontanément en raison de la très forte chaleur régnant sous les piles de sacs de nitrate d’ammonium à l’intérieur des cales fermées. De plus, la cargaison avait été fabriquée à partir de surplus de poudre de guerre reconditionné, il y avait donc peut-être des impuretés responsables de la mise à feu de l’engrais.

## Suite
À la suite de cette catastrophe, qui vit la Garde nationale, les garde-côtes et les forces armées intervenir, le premier recours collectif (class action) déposé à l'encontre du gouvernement fédéral américain eut lieu, rassemblant 8 485 plaignants, sur le fondement du Federal Tort Claims Act (en) (FTCA). Si la district court donna raison aux plaignants, accusant l'État de « négligence », le jugement fut cassé par les juridictions supérieures, le procès allant jusqu'à la Cour suprême en 1953.
Le navire, à l'origine un Liberty ship construit en 1942 nommé Benjamin R. Curtis ayant un port en lourd de 10 830 tonnes, avait été transféré à titre gracieux, et dans le cadre de l'accord Blum-Byrnes, à la Compagnie générale transatlantique en 1946, ce pourquoi il battait pavillon français.
En 1997, pour le cinquantenaire de l'explosion, l'artiste David Govedare, commissionné par la ville, a créé une fontaine commémorative ornée de l'oiseau phénix symbolisant la renaissance des cendres du désastre.